# Schi'ur
Ein Schi'ur bzw. Schiur (hebr. שׁיעור, wörtlich Unterrichtsstunde, Pl. Schiurim) bezeichnet im Judentum einen Vortrag oder eine gemeinsame Erörterung und Auslegung von Passagen aus der Thora, dem Talmud oder anderer heiliger Schriften. Dabei kann es sich sowohl um reguläre Unterrichtseinheiten für die Schüler einer Talmudschule bzw. eines Rabbinerseminars als auch um eine gemeinsame Veranstaltung interessierter Laien ähnlich den christlichen Bibelkreisen handeln.